# 33e régiment de fusiliers motorisés
Pour les articles homonymes, voir 33e régiment.
Le 33e régiment de fusiliers motorisés (en russe : 33-й мотострелковый полк, abrégé 33 мсп ; 33 омсп depuis 1992), de son nom complet le 33e régiment de fusiliers motorisés Berlinski-Donskoï kazatchi (en russe : 33-й мотострелковый Берлинский Донской казачий полк), est une unité de fusiliers motorisés de l'armée de terre russe (n° d'unité 86854).
Le régiment fait partie de la 20e division de fusiliers motorisés de la Garde de la 8e armée combinée de la Garde du district militaire sud, basée dans la ville de Kamychine, dans l'oblast de Volgograd.

## Historique
Ce régiment reprend les traditions de plusieurs unités soviétiques antérieures. L'héritage du régiment remonte au 594e régiment de fusiliers, créé en 1943 au sein de la 207e division de fusiliers (3e formation).
Le 594e régiment participe à la prise de Berlin dans le en tant qu'unité combattante de la 3e armée de choc, pour lequel, par ordre du Commandant Suprême n° 0111 du 11 juin 1945, le régiment reçoit le titre honorifique Berlinski (« de Berlin »).
En 1955, la 207e division de fusiliers est renommée 32e division de fusiliers (unité militaire 41112), tous les régiments de la division reçoivent également de nouvelles dénominations, le 594e régiment de fusiliers devenant le 33e régiment de fusiliers (unité militaire 86854).
Le 17 mai 1957, le 33e régiment de fusiliers est réorganisé en 33e régiment de fusiliers motorisés « Berlinski » de la nouvelle 32e division de fusiliers motorisés, tout en conservant la bannière, le nom honorifique, la tradition et la gloire militaire du 594e régiment de fusiliers. Le 17 novembre 1964, la 32e division de fusiliers motorisés est rebaptisée 207e division de fusiliers motorisés (unité militaire 8351).
En janvier 1992, le 33e régiment de fusiliers motorisés est retiré de la 207e division et redéployé de Stendal à  Volgograd, où il rejoint le district militaire du Caucase du Nord.
Au moment du retrait de la RDA, l'unité est armé de 31 T-80, 149 BTR-80, 28 BTR-60, 6 BMP-2, 4 BRM-1K, 18 2S1 Gvozdika et 18 2S12 Sani.
Par ordre du ministère de la Défense de la fédération de Russie du 15 juin 1994, le régiment reçoit le nom honorifique Donskoï kazatchi (« des cosaques du Don »).
Pendant la Première guerre de Tchétchénie entre 1994 et 1995, le 33e régiment participe à l'assaut de Grozny dans le cadre du 8e corps d'armée de la Garde du Groupe nord-est du général Lev Rokhline. L'unité, sous le commandement du colonel Vladimir Vereshchaguine, attaque la ville par le nord. Dans la bataille pour la ville, commandement est blessé au combat. Le régiment participe à la prise d'assaut de l'ancien bâtiment du Conseil des ministres de la RSSA de Tchétchéno-Ingouchie avec les 74e et 61e brigades. La lutte acharnée pour le bâtiment se solde par sa prise le 16 janvier 1995, au prix de la mort du chef d'état-major du régiment Igor Alexandrovitch Kornienko, tué par une attaque au mortier le 6 janvier ; il recevra le titre de héros de la fédération de Russie à titre posthume. Le 21 janvier, le 33e régiment est chargé de prendre la Maison de la presse, tâche que l'unité achève avec succès.
En 2007, le 33e régiment de fusiliers motorisés est directement subordonné au district militaire du Caucase du Nord, situé dans la ville de Volgograd, compte 2 840 soldats et les équipements suivants : 29 T-72, 52 BMP-2, 6 BRM-1K, 1 - BTR-80, 12 2S3 Akatsiya, 1 M-30, 8 BMP-1KSh, 2 PRP-3, 3 RHM, 2 BREM-4.
Le régiment est réactivé en 2021 au sein de la 20e division de fusiliers motorisés de la Garde.
En mars 2022, lors l'invasion russe de l'Ukraine, le commandant du régiment, le lieutenant-colonel Iouri Iourievitch Agarkov, est annoncé tué au combat,.